# Scolopia parkinsonii
Scolopia parkinsonii är en videväxtart som beskrevs av N.Balach., Gastmans och Chakrab.. Scolopia parkinsonii ingår i släktet Scolopia och familjen videväxter. Inga underarter finns listade i Catalogue of Life.